# Харьковский Дворец детского и юношеского творчества
Харьковский дворец детского и юношеского творчества (ХДДЮТ, в 2005 — Харьковский городской детский Дворец культуры) — дом культуры и творчества, который открыт в 1993 году, является комплексным внешкольным учебным заведением. Сооружение находится по адресу: проспект Тракторостроителей, 55, в парке Победы, Салтовский район, г. Харьков.

## Историческая справка
В 1977 году исполкомом Харьковского городского совета было принято решение о проектировании Дворца пионеров на территории коллективных садов работников ХЭМЗ по проспекту Тракторостроителей на Салтовке.
28 декабря 1984 года исполком горсовета решением № 490-2 бело выделен земельный участок для строительства Дворца пионеров, его планировалось осуществить в 1985—1987 годах.
Но на самом деле построение Дворца пионеров стала долгостроем. В 1985 году были выполнены работы нулевого цикла, и работы приостановились на 5-ть лет. Возобновилась построение дворца творчества только в 1990 году. в 1992 году была сдана первая очередь Дворца.
23 апреля 1993 года основан Городской детский Дворец культуры и утверждён первый Устав Дворца. 27 мая 1993-го была сдана в эксплуатацию вторая очередь здания.
21 августа 1993 года Харьковский городской детский Дворец культуры был официально открыт.

## Творческие коллективы и кружки
В целом в заведении действует 58 кружков и творческих коллективов.